# 費達拉山

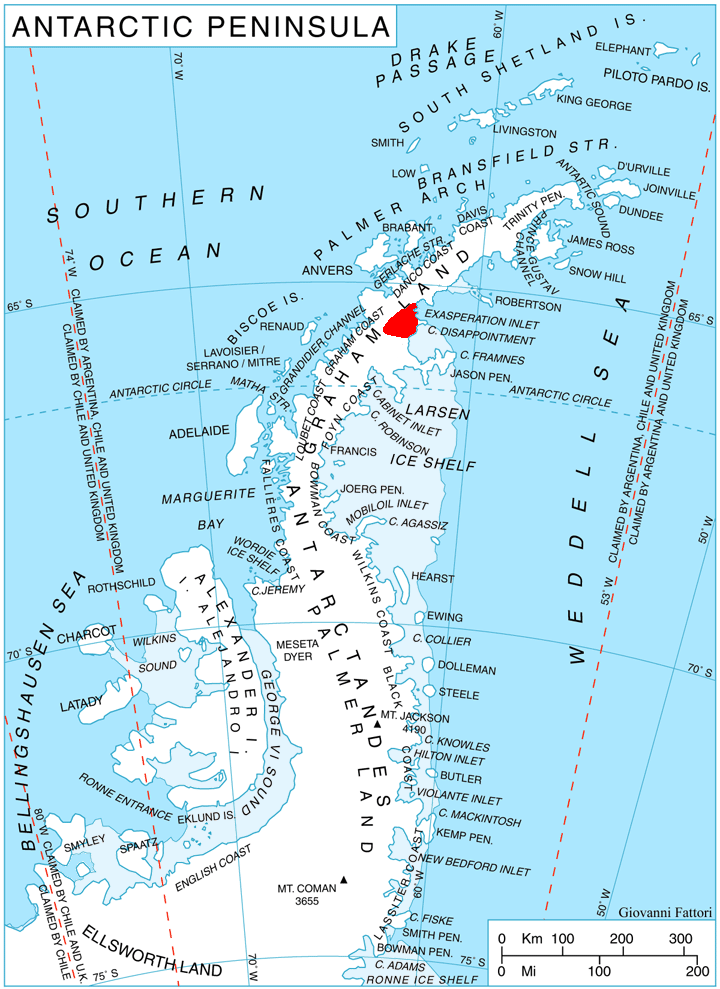

65°43′S 62°52′W / 65.717°S 62.867°W
費達拉山（英語：Mount Fedallah）是南極洲的山峰，位於葛拉漢地的奧斯卡二世海岸，處於弗拉斯克冰川北岸，屬於亞里斯多德山脈的一部分，海拔高度約1,250米。